# José Enrique Serrano
José Enrique Serrano Martínez (Madrid, 25 de julio de 1949-Madrid, 10 de junio de 2025) fue un político español del PSOE, director de gabinete de los expresidentes Felipe González y José Luis Rodríguez Zapatero e integrante de los equipos de Joaquín Almunia, Alfredo Pérez Rubalcaba y Pedro Sánchez en el PSOE.
Hijo del catedrático de Derecho Administrativo Enrique Serrano Guirado, y nieto del abogado, periodista y político Francisco Martínez García, se licenció en Derecho por la Universidad Complutense de Madrid y fue profesor de Derecho del Trabajo.

## Biografía
José Enrique Serrano Martínez nació en Madrid el 25 de julio de 1949, hijo de Enrique Serrano Guirado y de María Josefa Martínez Morillas, siendo el mayor de los cinco hijos del matrimonio.
Cursó los estudios primarios, bachillerato y PREU en el Colegio Sagrada Familia de Madrid, primero en la sede de la calle O'Donnell y después en el edificio de la calle Menorca 14, ambos ya desaparecidos. 
Obtuvo la licenciatura en Derecho por la Universidad Complutense de Madrid (1967-1972). Compaginó sus estudios con el trabajo en la biblioteca del Instituto de Estudios Locales.
Finalizada la carrera comenzó como profesor de Derecho del Trabajo en la Facultad de Derecho de la Universidad Complutense, dentro de la cátedra de Manuel Alonso Olea, donde coincidió como docentes con María Emilia Casas, Joaquín Aparicio Tovar, Antonio Baylos Grau o José Luis Tortuero Plaza. También dio clase varios años en el Colegio Universitario Domingo de Soto de Segovia, entonces adscrito a la Universidad Complutense. Entre sus aportaciones doctrinales puede destacarse la referente al estudio de los denominados convenios colectivos de franja, las primeras aportaciones para el estudio de la relación laboral de los profesores asociados universitarios, o la publicación durante más de 35 ediciones de la Legislación Social Básica, en cuya preparación colaboraba con Marcial Sequeira de Fuentes, y que durante años fue el referente en recopilaciones normativas en materia de Derecho del Trabajo.
A finales de los años setenta fue designado vicesecretario de la Facultad de Derecho, siendo Secretario de la misma Juan Vivancos Gallego, y posteriormente vicedecano, siendo Horacio Oliva García decano de la Facultad. En 1981 es nombrado secretario general de la Universidad Complutense de Madrid, siendo rector Francisco Bustelo. 
En enero de 1987 fue nombrado director general de Personal del Ministerio de Defensa por el entonces ministro de Defensa Narcís Serra. Cuando Serra se convirtió en vicepresidente del Gobierno, el 21 de junio de 1991, José Enrique Serrano fue nombrado secretario general de la Vicepresidencia del Gobierno. Serrano formó parte del Consejo de Administración de la Sociedad Estatal Expo'92. Tras la dimisión de Narcís Serra, pasó a ocupar durante 1995 y 1996 el cargo de director del gabinete del presidente del Gobierno, Felipe González, convirtiéndose en su mano derecha y hombre de total confianza hasta el 8 de mayo de 1996, cuando José María Aznar tomaría el relevo de la presidencia española.
Posteriormente, fue jefe de gabinete de Joaquín Almunia mientras éste desempeñó la secretaría general del PSOE, y con la victoria de los socialistas en las elecciones generales de España de 2004, Serrano se reincorporaría al cargo que dejó, siendo nuevamente director del gabinete del presidente, esta vez de José Luis Rodríguez Zapatero. Es el ideólogo del proyecto de reforma del mercado de trabajo aprobado por el Gobierno de Rodríguez Zapatero. 
Diputado en el Congreso por Madrid en las X y XII Legislaturas, fue vocal de la Diputación Permanente, presidente de la Comisión de Presupuestos, presidente de la Comisión para la evaluación y la modernización del Estado autonómico, vocal de la Comisión Constitucional, vocal de la Comisión de Defensa, vocal de la Comisión de Reglamento, vocal de la Comisión de Empleo y Seguridad Social y vocal de la Comisión de Política Territorial y Función Pública. Igualmente, fue ponente en numerosos proyectos de ley y proposiciones.
En febrero de 2016 fue una de las personas elegidas por Pedro Sánchez para la negociación con otras fuerzas políticas con objeto de acceder a la jefatura de Gobierno.
En diciembre de 2024 fue condecorado con la Orden del Mérito Constitucional «en atención a los méritos y circunstancias que concurren en don José Enrique Serrano Martínez, y como premio a su actividad al servicio de la Constitución y de los valores y principios en ella establecidos».
Mediante Orden de la ministra de Igualdad de 3 de febrero de 2025, se le concedió la Medalla a la Promoción de los Valores de Igualdad.